# 베다
베다(산스크리트어: वेद 베다흐, 영어: vedas /ˈveɪdəz, ˈviː-/[*] )는 베다 시대 브라만교 및 그 후신인 힌두교의 신화적•종교적•철학적 경전이자 문헌이다. 베다 문헌들은 베다 산스크리트어로 기록된 것으로 산스크리트 문학에서 가장 오래된 것에 해당하며 또한 힌두교의 가장 오래된 경전들을 이루고 있다.
베다는 삼히타 · 브라마나 · 아란야카 · 우파니샤드 · 수트라의 다섯 부문으로 분류된다. 이 중에서 삼히타는 《리그베다》·《야주르베다》·《사마베다》·《아타르바베다》의 4종의 삼히타를 의미한다. 이 4종의 삼히타는 힌두교의 정경을 이루며, 특별히, 4종의 베다 정경이라는 의미의 투리야라고 부른다. 베다 전체는 투리야를 중심으로 형성되어 있다. 그리고 투리야는 그 중에서 《리그베다》를 기초로 하여 형성되었다. 흔히 "베다"라고 할 때는 이들 투리야만을 의미할 경우가 많다.
베다가 인도의 각 종교와 철학에서 차지하는 위상은 해당 종교와 철학에 따라 다르다. 이러한 점은 힌두교 종파들 내에서도 마찬가지이다. 힌두교 전통에서, 베다를 권위있는 정경으로 인정하는 인도 종교 및 철학 학파들을 아스티카 즉 정통파라고 한다. 반면, 그렇지 않은 인도의 종교나 철학을 나스티카 즉 이단 또는 비정통파라고 한다. 힌두교의 입장에서 볼 때, 대표적인 나스티카는 불교와 자이나교인데, 이 두 종교는 베다의 권위를 인정하지 않는다. 힌두교에 속한 종파이면서도 베다의 권위를 인정하지 않는 종파로는 시크교와 브라모이즘(Brahmoism) 이 있다.

## 역사

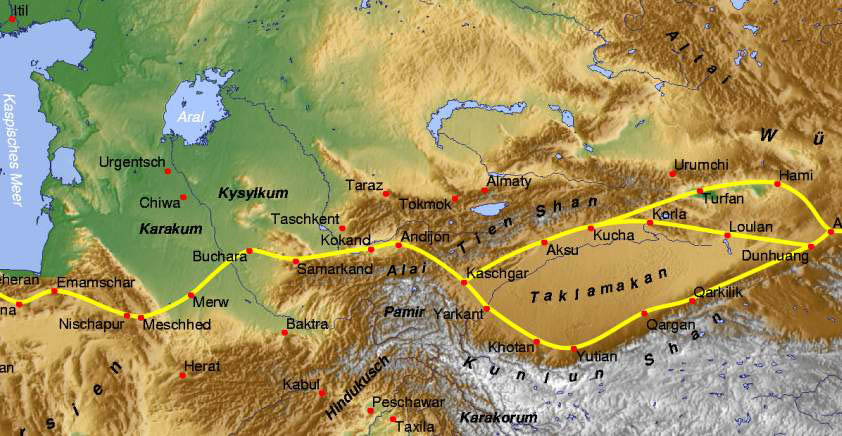
힌두쿠시산맥(지도의 "Hindukusch")이 지도의 가운데 아래쪽에, 파미르고원(지도의 "Pamir") 아래에 표시되어 있다

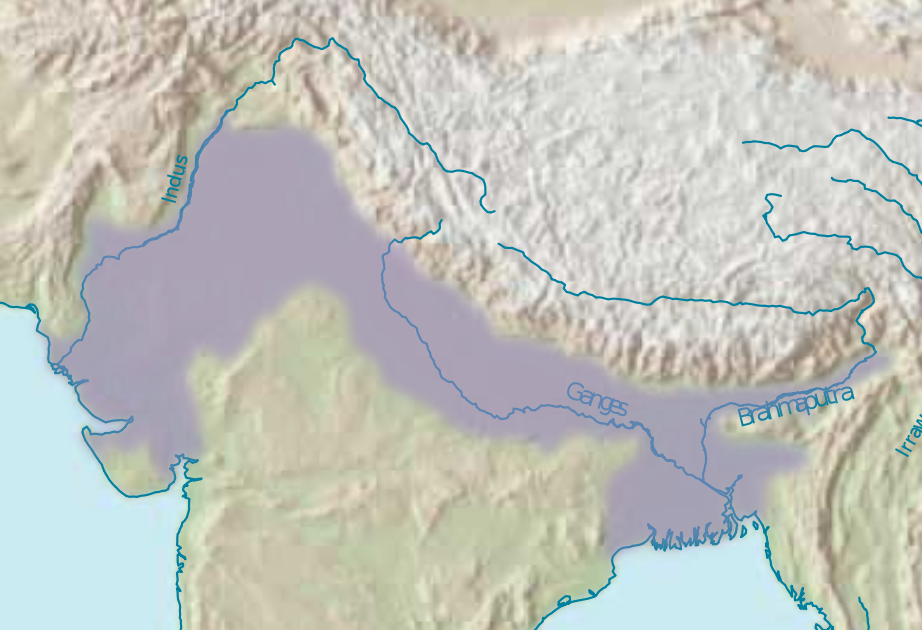
인도 대평원: 힌두스탄 평원 또는 인도·갠지스 평원이라고도 한다

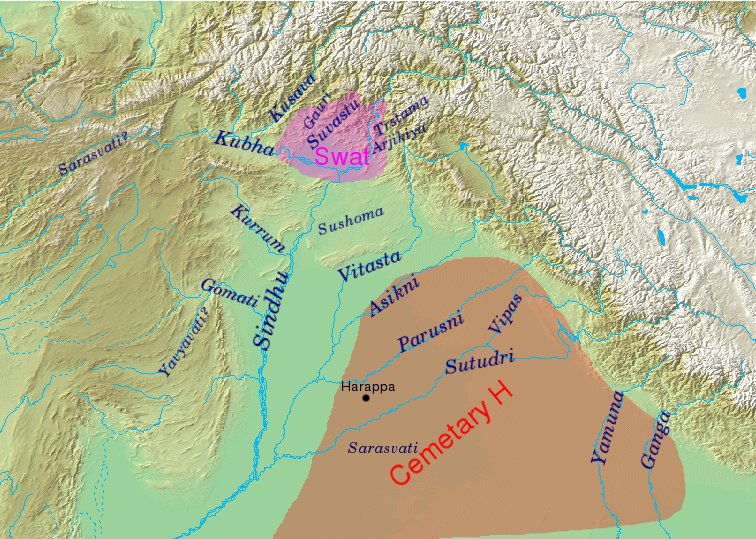
리그베다의 지리적 범위는 힌두쿠시산맥과 펀자브 지역으로부터 인도 대평원의 북부로 연장된다: 리그베다에 나오는 강(Rigvedic rivers)과 스와트 문화("Swat")와 세머테리 H 문화("Cemetery H")로 표시된 지역이 리그베다의 지리적 범위이다

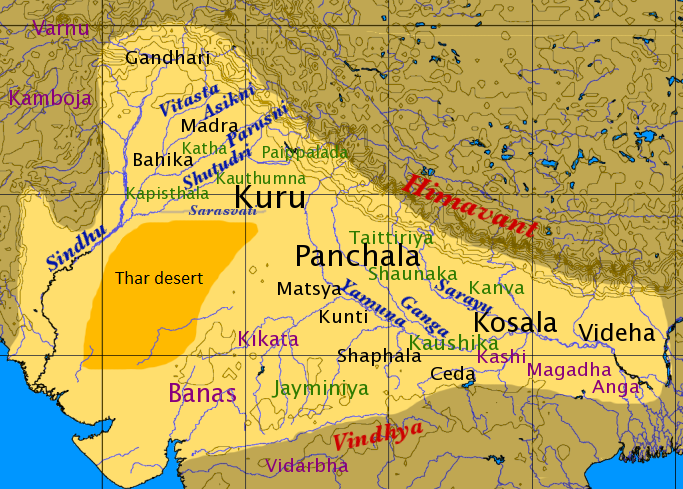
베다 시대(Vedic period: 1500-500 BC) 후기의 인도 북부: 베다의 샤카(Shakha)들이 녹색으로 표시되어 있다

기원전 1500년경 인도아리아인들이 힌두쿠시산맥을 넘어 펀자브 지역을 거쳐 북인도에 진출하며 드라비다인 등의 원주민을 정복하면서 베다 시대가 시작되었다. 원주민인 문다족과 드라비다족의 수준 높은 문화는 인도아리아인에게 수드라 계급으로 흡수당한 이후에도 많은 영향을 끼쳐 특히 여신을 비롯하여 나가, 수복 등에 대한 개념은 힌두교의 성립에 많은 영향을 끼쳤다.
기원전 1200년경 인도아리아인들은 리그베다를 경전으로 하는 다신교인 브라만교를 탄생시키고, 바루나, 푸샨, 사비트리, 프리티비, 디아우스, 아그니, 바유, 수리야, 인드라 등 자연 현상을 지배하는 힘을 신격화하여 신으로 숭배하였다. 이 신들이 생활 속에서 직간접적으로 영향을 끼친다고 믿던 사람들의 필요에 따라 그때마다 신을 초청하여 야즈나를 올렸으며 그 수는 33신 혹은 3,333신이나 되었다. 인간 자신의 현실적 소망을 비는 기도의 신이라는 존재를 활용한 것이다. 인도아리아인들이 인도에 이주 후 처음 만든 경전을 "베다"라고 한다.
베다는 알다(知)라는 뜻이다. 리그베다에 이어지는 사마베다 · 야주르베다 · 아타르바베다등 3베다의 성립은 기원전 1000년경이다. 그 뒤 야즈나 의식과 그 방법을 설명하는 브라마나(제의서 · 祭儀書)는 200년후에 성립되었고 우파니샤드(오의서 · 奧義書)는 기원전 500년경에 성립되었다. 우파니샤드는 "심원한 의의"라는 뜻인데, 힌두교 전통에 따르면 우파니샤드는 신으로부터 직접 들은 슈루티에 속한다. 하지만 문헌이나 사색의 성과로 이루어진 "심원한 의의"라는 입장을 가진 학자들도 있다.
기원전 1000년경부터 동쪽으로 이동하여 갠지스강과 야무나강 중간 지점의 비옥한 평원을 차지한 인도아리아인들은 외침도 없이 농경과 목축이 순조로워 오랫동안 태평시대를 보냈다.
여러 원시 인도아리아 부족에서 농경 · 목축 · 상공업이 더욱 발달함에 따라 인도의 세습계급제도인 카스트 제도가 생성되었다. 브라만은 카스트의 최상위자로 신에게 지내는 야즈나 의식을 담당한 그룹이다. 다음으로 독립적으로 군대를 통솔하고 정치를 담당하던 지배계급인 크샤트리아가 있으며 샤카족이 이 계급에 속한다. 다음으로는 농업•목축•상업•공업을 담당하던 중산층 계급인 바이샤가 있고, 그 다음으로는 농노 및 빈민 계급인 수드라가 최하위에 위치해 있다.
카스트 중 브라만이 최상위를 차지한 것은 인도아리아인이 원주민들을 예속시킬 때 브라만의 주술이 원주민이 가진 주술성의 종교보다 더 복잡하고 고도의 주술적인 종교의례를 갖추었기 때문에 자연적으로 원주민을 귀의시킬 수가 있었기 때문이라고도 한다.
브라만들은 인간의 운명은 자신들의 의지에 좌우된다고 하면서 민중을 핍박하였고 자신들의 혈통을 하늘의 브라흐마와 연결시키는 등  브라만 지상주의 세상을 만들어 내게 되었다. 그것이 브라만이 최상위를 차지하게 되는 내력이라고 할 수가 있다.
브라만교란 후대의 학자들이 만든 말로 카스트 제도를 바탕으로 종교가 발달하였지만 후대에 와서 힌두교로 변신한 종교이다. 따라서 많은 신도를 확보하고 있었지만 종교라기보다는 인도의 전통적 민중 생활의 근간을 이룬 전통 철학사상과 그 해석이 신학•제사•의례 등의 종교 전반을 포함한 것이라 할 수가 있다.
인도전통사상의 최고의 원리인 브라흐만은 처음에는 베다의 만트라 · 야즈나 · 주사(呪詞)를 의미하였고 그 본질로서 신비력을 목표로 하였으나, 뒤에 베다를 최고로 삼은 야즈나 만능의 브라마나 이후부터는 근원적 창조 원리가 되었다.
이 브라흐만이 신격화 된 것이 창조의 신 브라흐마로 불교가 성립된 후에는 불교에 수용되여 범천이라는 불법 수호신이 되었다. 또 인도 신화에 나오는 신들의 왕인 인드라는 천둥신이었으나 불교에 수용되여 제석천(帝釋天), 일명 제석천왕이라는 불법 수호신이 되었다. 한국의 사찰에 있는 사천왕은 제석천왕(帝釋天王)의 부하들이다.

## 분류

### 다섯 부문
베다는 크게 삼히타 · 브라마나 · 아란야카 · 우파니샤드 · 수트라의 5개의 부문으로 분류된다. 이들 베다는 힌두교의 정전(正典)을 이루고 있는 투리야라고 부르는 "4종의 삼히타(네 가지 베다)"를 중심으로 형성되어 있다.
삼히타는 "집성" 또는 "컬렉션"을 의미하는데, 4종의 삼히타는 리그베다 · 야주르베다 · 사마베다 · 아타르바베다이다. "베다"라고 할 때 이들 4종의 삼히타들 즉 투리야만을 지칭하는 경우가 흔하다. 이들 4종의 삼히타들 중에서 아타르바 베다를 제외한 3종의 삼히타를 트라야라고 한다. 트라야는 베다 시대의 브라만교(1500-500 BC)에서 희생제식을 뜻하는 야즈나의 수행과 관련되어 있다. 반면, 트라야에 속하지 않는 아타르바베다는 야즈나와는 무관하게 필요에 따라 사용된다.

### 슈루티와 스므리티
힌두 전통에 따르면, 베다 문헌들은 크게 슈루티와 스므리티의 두 부류로 구분된다. 슈루티는 "들은 것"을 뜻하고 스므리티는 "기억된 것"을 뜻한다. 힌두 전통에서 슈루티는 현자들이 명상 속에서 신으로부터 직접 들은 것 또는 신이 직접 드러내어 보여준 것을 기록한 문헌이고 반면 스므리티는 그 기원이 인간에 있는 것으로 스승에서 제자로 전승되어 내려온 지혜를 기록한 문헌이다. 때문에 슈루티를 다른 명칭으로는 아파우루세야(apauruṣeya)라고도 하는데 "인간에게서 기원하지 않은 것"이라는 의미이다. 힌두 전통에 따르면, 삼히타 · 브라마나 · 아란야카 · 우파니샤드 · 수트라의 5개의 영역의 베다 문헌들 중에서 수트라를 제외한 나머지 4개 영역의 문헌들은 모두 슈루티에 해당한다.

### 만트라
투리야 즉 리그베다 · 야주르베다 · 사마베다 · 아타르바베다의 4종의 삼히타는 야주르베다에 산문체의 주해가 삽입되어 있다는 것을 제외하고는 모두 운문체로 되어 있다. 그리고 이들 삼히타들에 들어있는 개별 시구를 만트라(眞言 · mantra)라고 한다. 일부 엄선된 베다 만트라들은 오늘날의 힌두교에서도 기도 · 종교 행사 · 기타 상서로운 의식 등에서 낭송되고 있다.

## 삼히타
삼히타는 다음의 네 가지 베다를 말한다.
- 리그베다: 신들을 야즈나 의식으로 불러들이는 찬가들을 담은 가장 오래된 문헌
- 야주르베다: 야즈나 의식의 진행과 관련된 만트라들과 정해진 문구들을 담은 문헌
- 사마베다: 야즈나 의식에서 사용하는 가곡(歌曲) 또는 가창(歌唱)을 담은 문헌
- 아타르바베다: 재앙을 털어버리고 복을 빌 때 사용되는 내용을 담은 문헌

#### 리그베다
리그베다의 성립 연대는 기원전 1700-1100년이다. 힌두교의 여러 신들을 야즈나를 행하는 장소로 불러들이는 찬가들을 담고 있다. 힌두교 사제 계급(Vedic priesthood) 중 호트리(hotṛ)라고 불리는 주사제가 낭송한다.

#### 야주르베다
야주르베다의 성립 연대는 기원전 1400-1000년이다. 야즈나의 진행과 관련된 만트라들과 정해진 문구들을 담고 있다. 힌두교 사제 계급 중 아드바르유(adhvaryu)라 불리는 제식 진행 사제가 낭송한다.

#### 사마베다
사마베다의 성립 연대는 기원전 1000년이다. 야즈나에서 사용하는 가곡(歌曲) 또는 가창(歌唱)을 담고 있다. 힌두교 사제 계급 중 우드가트리(udgātṛ)라고 불리는 찬송가를 맡은 사제가 찬송한다.

#### 아타르바베다
아타르바베다의 성립 연대는 기원전 1200-1000년이다. 주문(呪文), 이야기, 예언, 액막이 부적, 조복(調伏: 원수나 악마를 굴복시킴), 소량의 사색적인 찬가들 등과 같이 주로 재앙을 제거하고 복을 불러오는 주술 관련 내용을 담고 있다.

#### 베다의 낭송
4가지 베다 중에서 3가지 베다만 낭송된다. 즉 야주르베다는 1음(音)만으로 낭송되고, 리그베다는 가사의 악센트에 따라 중음(中音, ud?tta) · 저음(低音, anud?tta) · 고음(高音, svarita)으로 낭송된다. 사마베다는 큰 의식에서 좀 더 넓은 음넓이로 간음(間音)을 더 넣으면서 낭송된다.

## 같이 보기
- 인도 문학

## 참고 문헌
- 이 문서에는 다음커뮤니케이션(현 카카오)에서 GFDL 또는 CC-SA 라이선스로 배포한 글로벌 세계대백과사전의 내용을 기초로 작성된 글이 포함되어 있습니다.
- (영어) Flood, Gavin (1996), 《An Introduction to Hinduism》, Cambridge University Press, ISBN 0-521-43878-0.